# Kandelia obovata
Kandelia obovata (de nombre vulgar en japonés: Mehirugi, メヒルギ） es una planta leñosa perenne del género Kandelia dentro de la familia Rhizophoraceae. Una de las especies de manglares que crecen en la zona intermareal. 

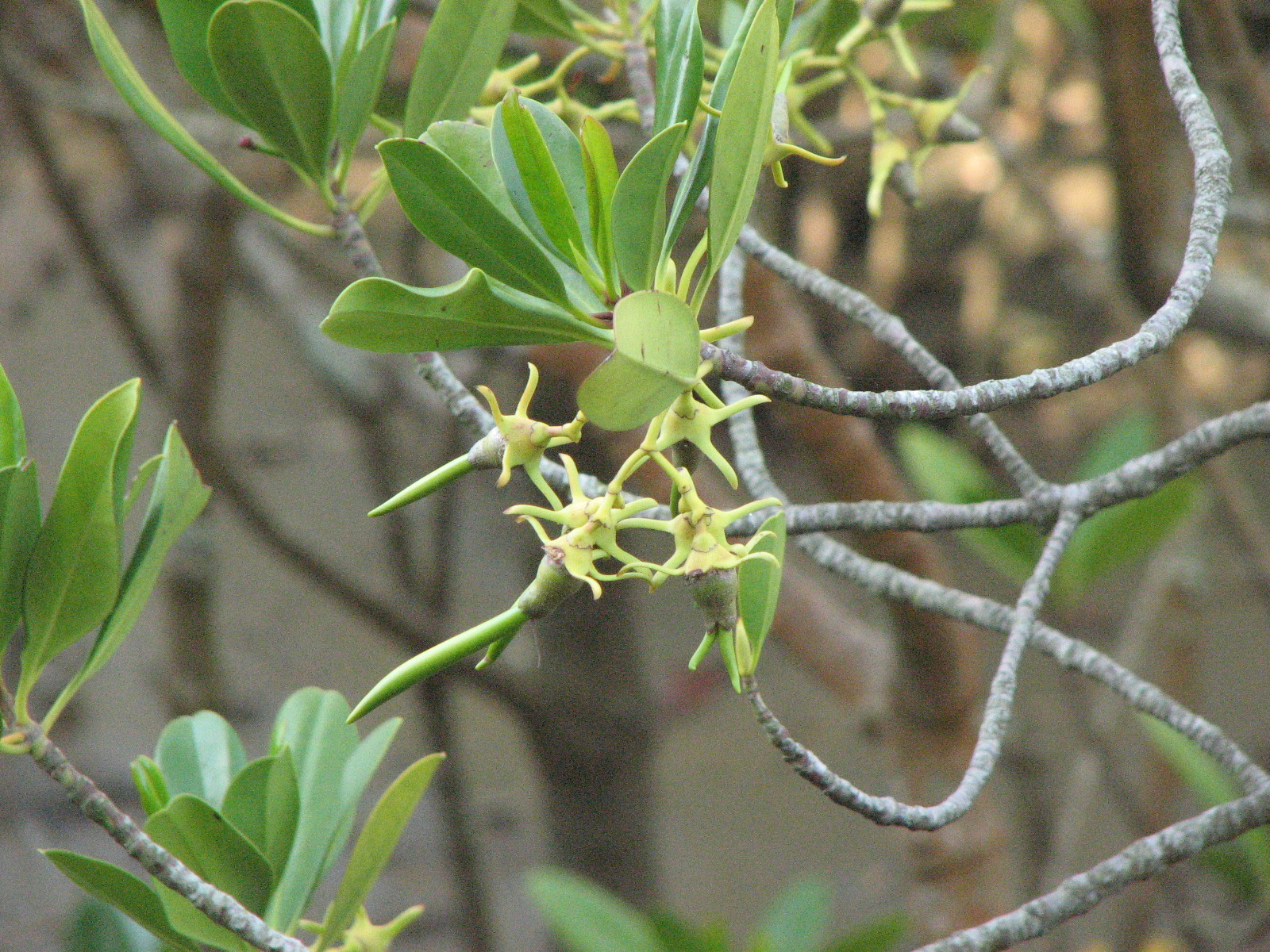
Propágulos de Kandelia obovata en las ramas del árbol

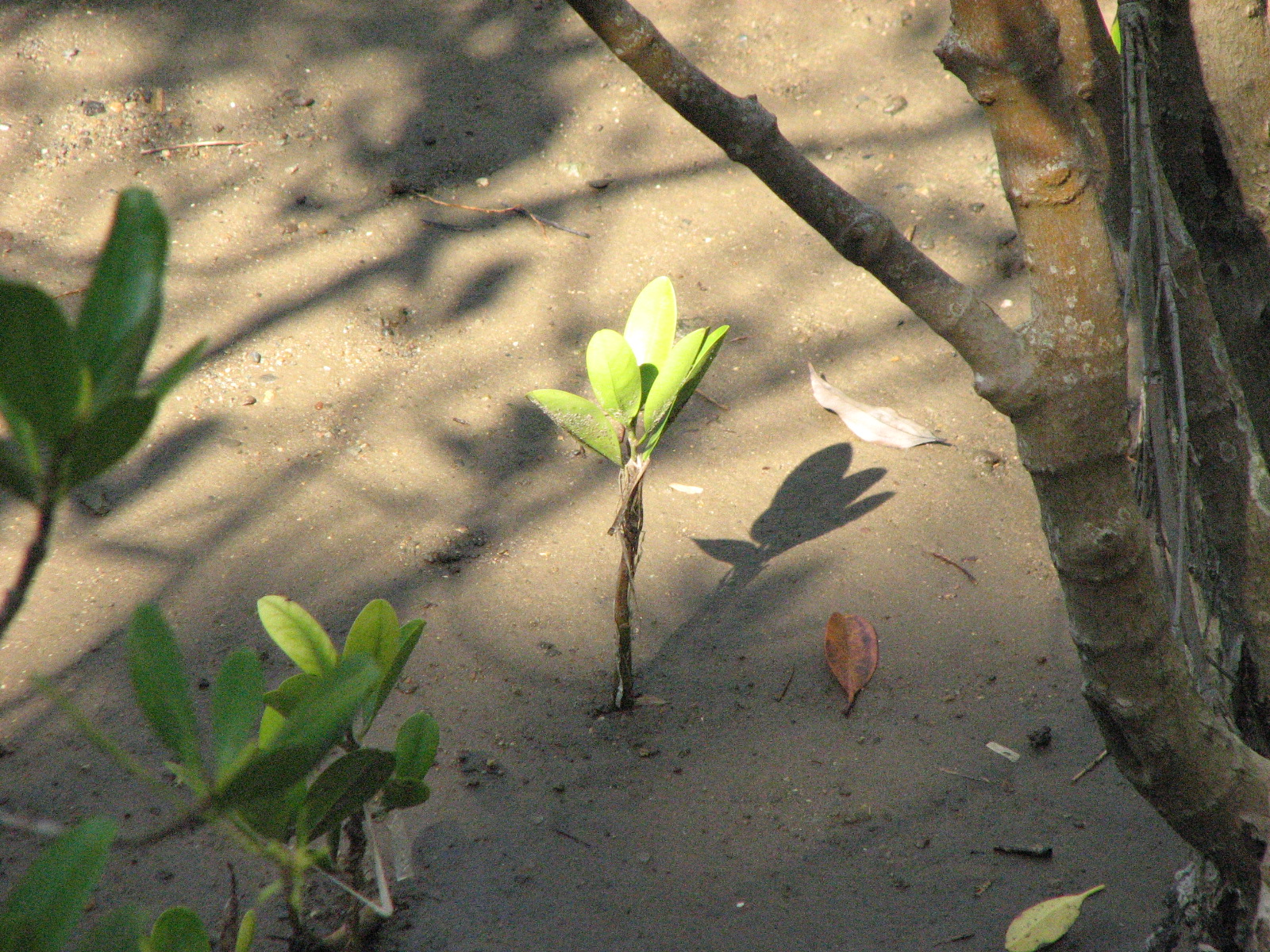
Propágulos enraizando en el fango del terreno

## Características
Altura de los árboles es de unos 7 ~ 8m, con un máximo de hasta 15 m en los árboles maduros pero pueden variar según las condiciones ambientales de las zonas de Japón 
Tronco erecto, la corteza se utiliza como un tinte de color caoba oscuro, incluyendo una gran cantidad de tanino. 
Sus raíces tienen un tejido especial que les permite la respiración alrededor del tallo, para transpirar en la zona de barro plana en las bajadas de la marea. 
Sus hojas son dípticas con forma de óvalo de unos 5 cm de largo, y color verde brillante. La punta de la hoja es redondeado.

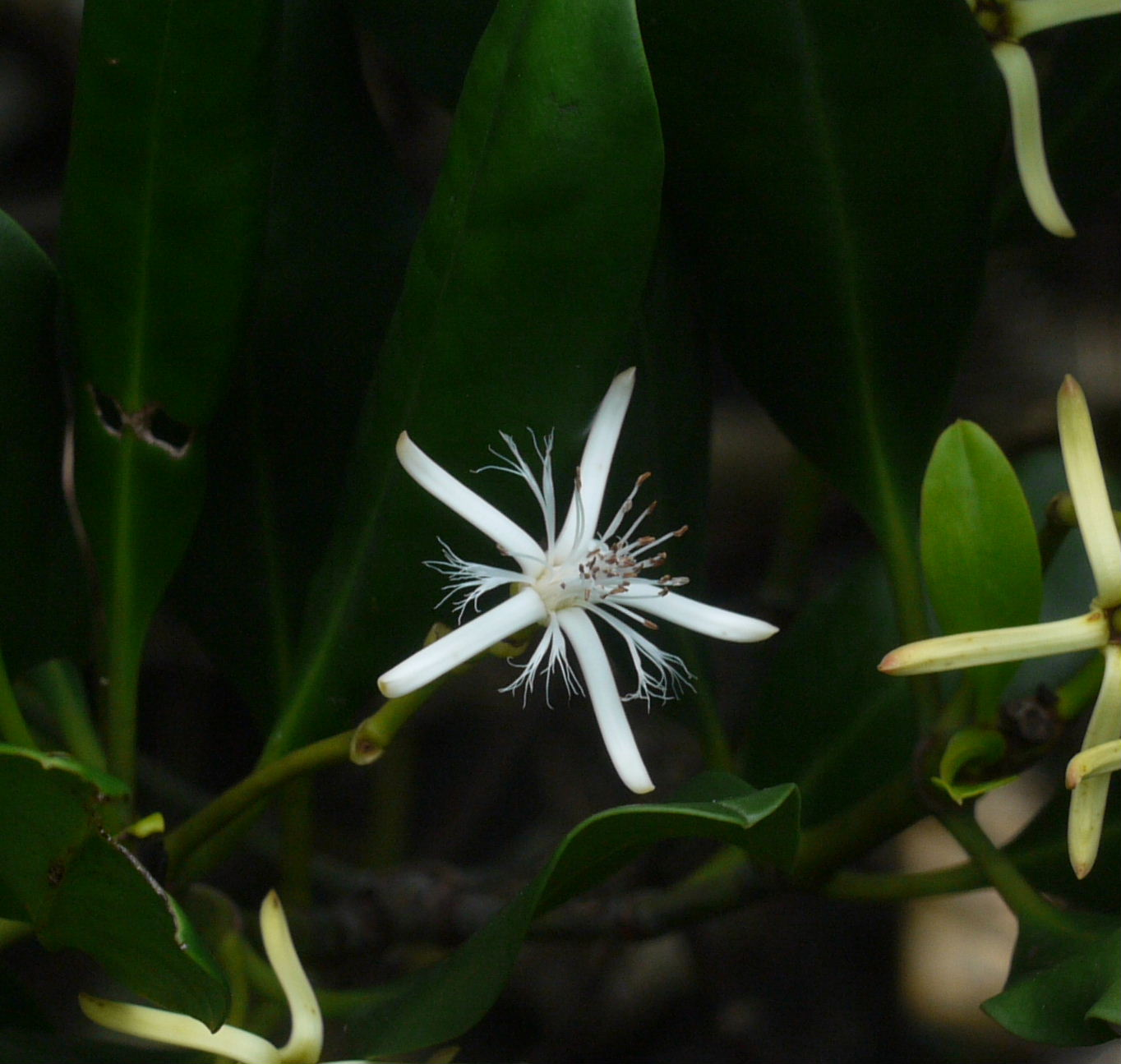
Las flores con los pétalos mirada rasgada.

Su floración es a principios de verano. Inflorescencias distribuidas en las axilas, con dos a diez flores blancas con unos cinco pétalos, con unos estambres plumosos. 
El cáliz con una protuberancia de aproximadamente 1 cm de largo fisura de dos pétalos, la delgada punta del lóbulo está desgarrada. 
Después de la temporada de floración, el cáliz da´lugar a unos frutos de forma ovalada. 
Las semillas germinan dentro del fruto, surgiendo una raíz que crece en la punta carnosa del fruto. Esta raíz es de unos 30cm de longitud, estrecha y verde que eventualmente al caerse la semilla puede arraigar en el terreno fangoso. 
Llaman la atención estas semillas denominadas propágulos. Semillas que están formando la raíz en el árbol, y cuando caen a menudo se arraigan en el suelo fangoso, cerca de la planta madre cuando hay marea baja y queda el terreno embarrado al descubierto, pero cuando la marea está alta caen en el agua y son arrastradas flotando a zonas más alejadas, así es como los manglares y otra vegetación costera, amplían la dispersión a nuevos terrenos. 

### Distribución
Distribuido en Japón y desde Taiwán el sur de China y el norte del Mar de China Oriental. En Japón, su distribución natural es por la prefectura de Kagoshima y la Prefectura de Okinawa, sin embargo se han hecho reforestaciones con éxito por la Prefectura de Shizuoka. Japón es el límite norte de su distribución.

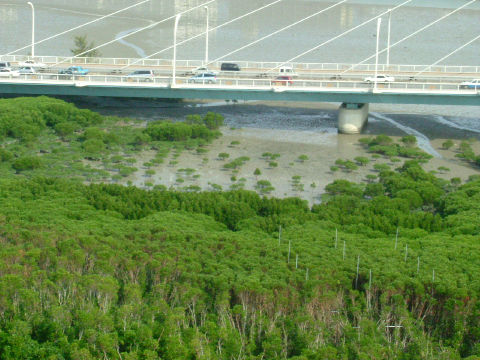
Manglares en Okinawa.

## Taxonomía
Kandelia obovata fue descrita por Sheue, H.Y.Liu & J.Yong y publicado en Taxon 52(2): 291–293, f. 3a–k. 2003.

## Literatura
- 大野照好監修・片野田逸郎著 『琉球弧・野山の花 from AMAMI』 株式会社南方新社、1999年。
- 鹿児島県環境生活部環境保護課編 『鹿児島県の絶滅のおそれのある野生動植物-鹿児島県レッドデータブック植物編-』 財団法人鹿児島県環境技術協会、2003年。
- 島袋敬一編著 『琉球列島維管束植物集覧』 九州大学出版会、1997年。
- 多和田真淳監修・池原直樹著 『沖縄植物野外活用図鑑 第4巻 海辺の植物とシダ植物』 新星図書出版、1979年。
- 土屋誠・宮城康一編 『南の島の自然観察』、東海大学出版会、1991年。
- 初島住彦・天野鉄夫 『増補訂正 琉球植物目録』 沖縄生物学会、1994年。